# Ebba Hermansson
Ebba Hermansson   (parròquia d'Älvsborg, 14 de maig de 1996) és una política sueca dels demòcrates suecs. Des de setembre de 2018 és membre del Riksdag. Actualment ocupa el lloc número 331 al Riksdag per a la circumscripció de Skåne Western. També és la més jove del Parlament des que va prendre possessió del càrrec.
Va començar la seva carrera política en la Joventut Democràtica de Suècia després de les eleccions generals de 2014. Va ser triada com a portaveu d'igualtat de gènere dels demòcrates suecs l'agost de 2018.